# Référendum constitutionnel équatorien de 2024
Le référendum constitutionnel équatorien de 2024 se déroule le 21 avril 2024  afin de permettre à la population de l'Équateur de se prononcer sur onze projets, dont une révision partielle de la Constitution, quatre amendements et six lois proposées par le gouvernement du président Daniel Noboa.
Neuf des onze projets sont approuvés par les électeurs, dont notamment l'implication des forces armées dans des missions de sécurité intérieure, ainsi que l'extradition des criminels vers d'autres pays. Principalement d'ordre sécuritaire, ces projets sont validés dans le contexte du conflit armé entre le gouvernement et plusieurs groupes criminels liés aux cartels de la drogue. Le succès du référendum est perçu comme un point favorable pour Daniel Noboa en vue de l'élection présidentielle équatorienne de 2025

## Contexte

### Précédent projets en 2023

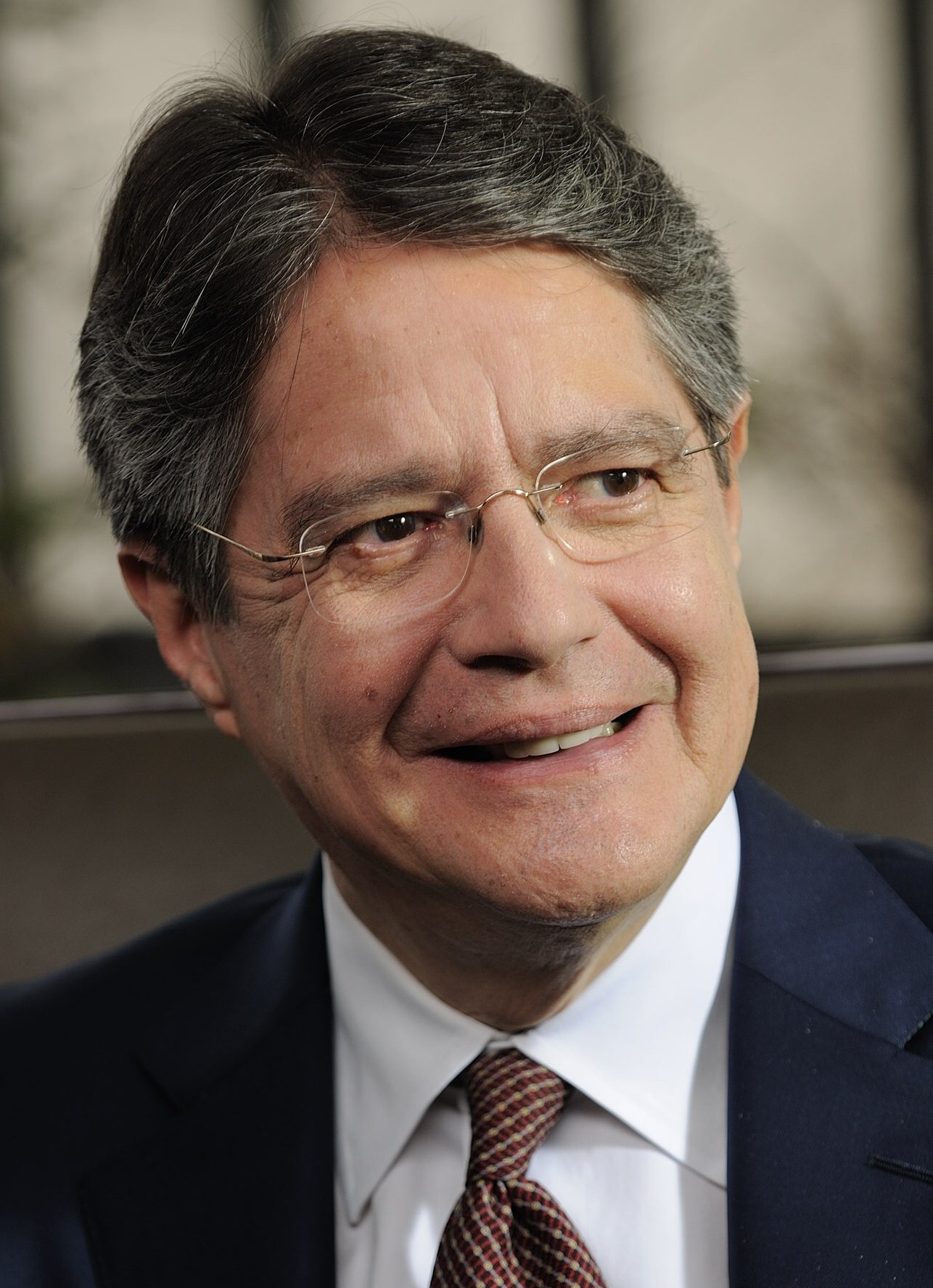
L'ancien président Guillermo Lasso.

L’Équateur fait face depuis plusieurs années à une très forte progression des crimes avec violence liés aux cartels de la drogue. Ces derniers sont alors en pleine expansion depuis le vide laissé par le retrait des FARC en Colombie voisine. L'application du Processus de paix avec le gouvernement colombien conduit l'Equateur à devenir la principale plateforme de l'exportation de cocaïne, produite en Colombie et au Pérou voisins,. La hausse de la criminalité est également favorisée par les réformes conduites à partir de 2017 sous la présidence de Lenín Moreno. Ce dernier engage une politique d'austérité qui affaiblit l’appareil de sécurité en fusionnant plusieurs ministères en un seul, au budget réduit. Les dépenses liées à la sécurité pénitentiaire sont ainsi divisées par trois entre 2017 et 2021, pour une population carcérale en hausse, tandis que la détérioration des indicateurs sociaux et l'augmentation du taux de pauvreté permettent aux gangs de recruter plus facilement. Le taux d’homicides passe ainsi de 5 à 46 pour 100 000 habitants entre 2017 et 2023.
L’Index 2023 du crime organisé global situe l’Équateur comme le 11ᵉ pays le plus dangereux au monde, devant la Syrie. De février 2021 à février 2024, au moins 460 détenus sont notamment exécutés dans des règlements de compte entre gangs, parfois par décapitation ou en étant brûlé vivants.
La crise sécuritaire provoquée par cette montée en puissance du crime organisé pousse le président Guillermo Lasso à annoncer le 12 septembre 2022 un projet de révision constitutionnelle visant notamment à modifier l'article 158 de la Constitution équatorienne et permettre la participation des forces armées à la sécurité interne du pays. Guillermo Lasso est alors fragilisé par de violentes manifestations d'Amérindiens protestant contre les conditions des classes défavorisées et l'expansion des activités minières et pétrolières sur leurs terres ancestrales. Ces manifestations font six morts et des centaines de blessés, avant la conclusion d'un accord avec le gouvernement fin juin 2022,. Cherchant à retrouver une légitimité populaire, il présente le 7 décembre les projets de révision cosntitutionnelle permettant selon lui « d'affronter les problèmes que l’Équateur n'a pas été en mesure de résoudre dans le passé », dont plusieurs points sujets à polémiques tels que l’extradition des Équatoriens ayant commis des infractions graves liées au crime organisé international, ou la réduction de 137 à 100 du nombre de parlementaires, mais également la mise en place d'une législation protégeant les ressources hydrauliques ainsi qu'un financement des communautés et des groupes ethniques qui aident à la conservation de la nature,. Cette mise à référendum intervient dans la lignée de nombreux recours au vote populaire sous les gouvernements précédents, notamment en 2017 par Rafael Correa et en 2018 par Lenín Moreno.
Après un contrôle de constitutionnalité par la Cour constitutionnelle, cette dernière rejette fin novembre une proposition visant à permettre à l'armée de participer à des missions de sécurité intérieure avec la police sur demande justifiée du président de la République. La cour juge en effet qu'un tel projet nécessite l'approbation préalable du parlement. Le gouvernement procède immédiatement au dépôt d'un projet de réforme constitutionnelle en ce sens, mais celui-ci, soumis à un délai obligatoire de 90 jours entre la première et la seconde lecture, n'est par conséquent pas soumis au vote populaire en même temps que les autres,. L'ensemble des propositions du référendum constitutionnel organisé le 5 février 2023 sont finalement rejetées par les électeurs. Il s'agit d'une sévère défaite pour le président Guillermo Lasso, qui la reconnait le lendemain. L'échec dans les urnes se manifeste également aux élections locales organisées le même jour, qui voient la défaite du Mouvement CREO mené par Lasso,.

### Élection de Daniel Noboa

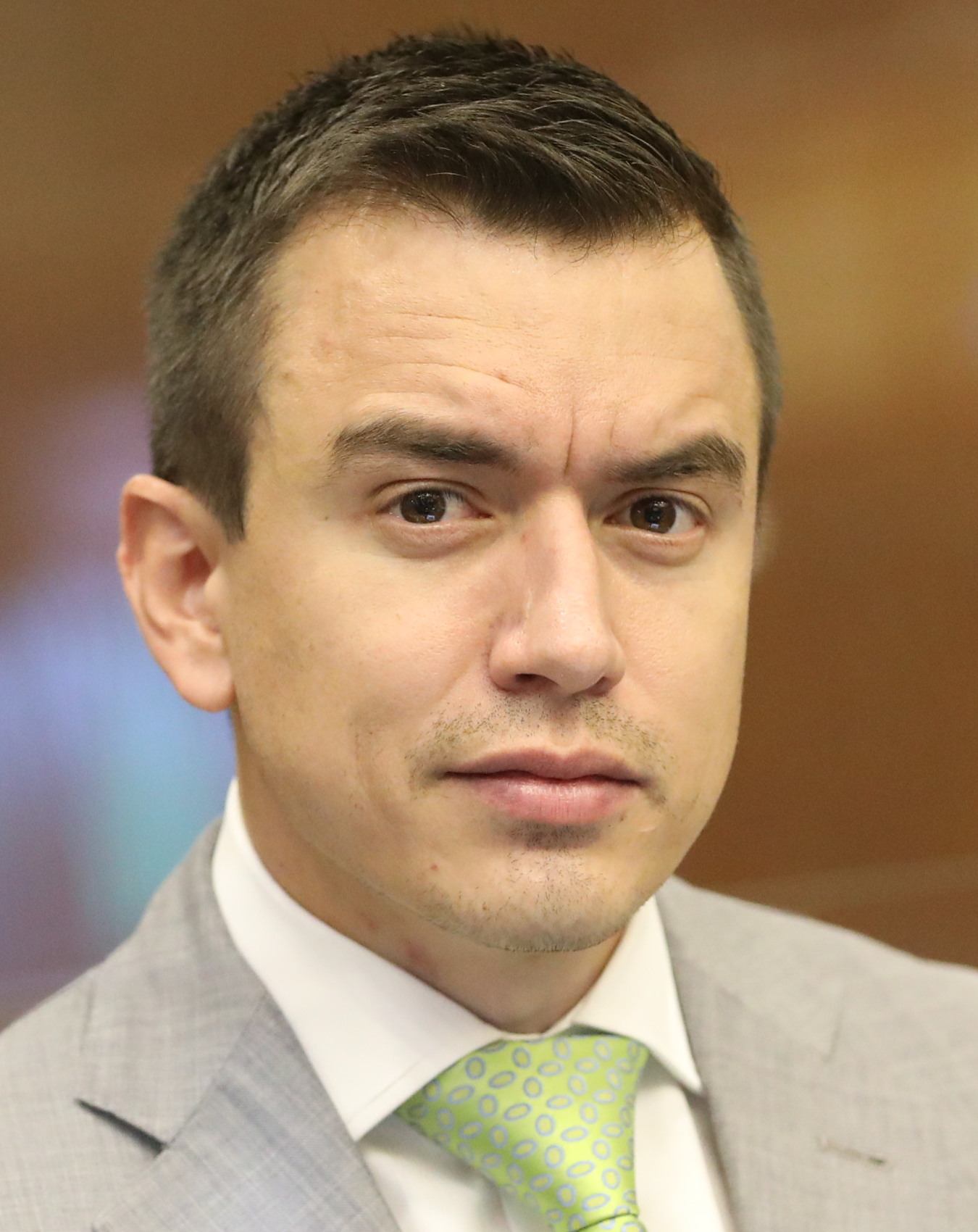
Daniel Noboa Azín.

Confronté à une procédure de destitution initiée par l'Assemblée nationale en raison d’accusations d'avoir couvert les activités de son beau-frère sur le versement de pot-de-vin en échange de l'attribution à grande échelle de contrats publics, Guillermo Lasso a finalement recours le 17 mai 2023 à la procédure dite de « mort croisée »,,. Cette dernière entraine la fin anticipée de son mandat et de celui de l'Assemblée. Une élection présidentielle est par conséquent organisée en août 2023, le vainqueur du scrutin devant cependant occuper la fonction présidentielle jusqu’à la fin du mandat constitutionnel de Lasso, en mai 2025,.
La campagne est marquée par l'assassinat, onze jours avant le premier tour, de l'un des favoris du scrutin, Fernando Villavicencio, un proche du président Lasso ayant fait de la lutte contre la corruption son cheval de bataille. Sa mort entraîne l'instauration de l'état d'urgence pendant deux mois,,.
Héritière affirmée de l'ancien président Rafael Correa, la candidate Luisa González arrive largement en tête du premier tour, comme le laissaient entendre les sondages. Déjouant ces derniers, Daniel Noboa provoque quant à lui la surprise en se qualifiant pour le second tour. Le collègue journaliste et remplaçant de Fernando Villavicencio, Christian Zurita, arrive quant à lui troisième. Le second tour organisé le 15 octobre voit la victoire de Daniel Noboa, qui réunit un peu moins de 52 % des suffrages. Luisa González reconnait quant à elle sa défaite le jour même. Le nouveau président prend ses fonctions le 23 novembre 2023.
Homme d'affaires issu d'une famille s'étant enrichie dans le commerce de la banane et associé à son père, le milliardaire Álvaro Noboa, lui-même cinq fois candidat à des élections présidentielles, Daniel Noboa l'emporte à l'issue d'une campagne jugée traditionnelle, qui s'appuie sur la fondation d'aides sociales Grupo Noboa fondée par ses parents, ainsi que sur ses liens tissés en tant que président de la Commission sur le développement économique. Son programme se focalise sur la création d'emplois, des réductions d'impôts pour la création d'entreprises, et un durcissement des peines pour les importantes évasions fiscales. Il promet également de rendre plus équitable et efficient le système judiciaire. Il se démarque dans la dernière semaine de la campagne par sa bonne performance au débat télévisé organisé entre les candidats le 14 août. Classé au centre droit ou à droite, lui-même refuse cette étiquette,. À trente-cinq ans, sa victoire à la présidentielle fait de lui le plus jeune président de l'histoire de l'Équateur, à l'issue d'une élection l'ayant vu déjouer tous les pronostics avant le premier tour.

### Crise de 2024 et nouveaux projets
Entretemps, le projet de révision constitutionnelle sur le rôle des forces armées dans la sécurité interne suit le processus parlementaire en étant l'objet d'un premier débat le 14 mars 2023. Les députés de l'Assemblée nationale l'approuvent finalement à l'unanimité le 21 décembre suivant, sous la présidence de Daniel Noboa. En parallèle de cette révision partielle de la constitution menée par l'assemblée, ce dernier soumet le 2 janvier 2024 un ensemble de onze projets à un contrôle de constitutionnalité.
La crise sécuritaire finit par conduire quelques jours plus tard à l'éclatement d'un conflit ouvert entre le gouvernement et plusieurs groupes criminels, dont notamment l'organisation Los Choneros. Le dirigeant de cette dernière, José Adolfo Macías Villamar, s'évade de prison le 7 janvier, le jour de son transfert prévu vers une prison de haute sécurité, et menace ouvertement de faire tomber le gouvernement. Le président équatorien réagit en déclarant le lendemain l'État d'urgence, l'évasion étant immédiatement suivie d'affrontements armés entre les forces de l'ordre et les cartels, qui causent plusieurs dizaines de morts dès les premiers jours. Noboa décrète l'existence d'un « conflit armé interne » dans lequel il identifie 22 gangs comme « terroristes », leur neutralisation étant désormais traitée comme un « objectif militaire ». Cette décision est rapidement approuvée par l'Assemblée nationale, tandis que l'adversaire de Noboa au second tour de la présidentielle, Luisa Gonzalez, déclare lui assurer son « soutien total » avant d'appeler à l'unité nationale face au crime organisé,.
Le 9 janvier, Daniel Noboa soumet neuf autres projets à la Cour constitutionnelle, avant, le 17, de retirer le onzième projet du précédent bloc soumis le 2 janvier. Le 24, la Cour déclare recevables six des onze projets du premier bloc puis, le 5 février, quatre des neufs projets du second bloc, à la condition d'y apporter plusieurs modifications afin de « garantir la clarté et la bonne organisation du scrutin ». Le gouvernement soumet dès le lendemain les nouvelles versions, que la Cour approuve le 8 février. Au total, une révision partielle de la constitution, quatre amendements et sept projets de loi sont ainsi soumis à l'approbation des électeurs,.
Conformément à l'article 442 de la Constitution, qui régit la procédure de révision constitutionnelle, le Conseil National Électoral (CNE) doit alors organiser un référendum constitutionnel dans les 45 jours, ce qu'il fait le 14 février en fixant le scrutin au 21 avril,.

## Avis de la Cour constitutionnelle

### Premier bloc
| N.º | Question | Réponse de la Cour constitutionnelle                             |
| --- | --- | ---------------------------------------------------------------- |
| 1   | Acceptez-vous que les forces armées prennent des mesures pour prévenir et éliminer les activités des organisations criminelles transnationales opérant à l’intérieur et à l’extérieur du territoire national, conformément à l’annexe de la question 1 | Avis défavorable                                                 |
| 2   | Acceptez-vous que les forces armées contrôlent en permanence les armes, les munitions, les explosifs, et leurs accessoires, sur les routes, chemins, voies et les corridors autorisés pour entrer dans les centres de réadaptation sociale ? | Avis favorable                                                   |
| 3   | Acceptez-vous que les membres des forces armées, de la police nationale et du corps de sécurité et de surveillance pénitentiaire ne soient pas privés de leur liberté ou assignés à résidence, pendant la durée de l’enquête ou de la procédure pénale les visant pour leurs actes commis avec l'usage de la force, en réformant le Code pénal organique intégral conformément à l’annexe de la question 3 ? | Avis déforable                                                   |
| 4   | Êtes-vous d’accord pour que soient alourdies les peines prévues pour les infractions de : i) terrorisme et son financement ; ii) production et trafic illicite de substances classifiées sous contrôle ; iii) criminalité organisée ; iv) assassinat ; v) meurtre avec recours à des tueurs à gages (sicariato) ; vi) traite d'êtres humains ; vii) enlèvement extorsif ; viii) trafic d’armes ; ix) blanchiment d’avoirs et x) activité illicite de ressources minières, en réformant le Code pénal organique intégral conformément à l’annexe de la question 4 ? | Avis favorable                                                   |
| 5   | Acceptez-vous que les personnes privées de liberté purgent la totalité de leur peine au sein du centre de réinsertion sociale pour les infractions énumérées à l’annexe de la question 5, en réformant le Code organique intégral pénal comme indiqué dans ladite annexe ? | Avis favorable                                                   |
| 6   | Acceptez-vous que soit érigée en infraction le fait de détenir ou de porter des armes, des munitions ou des éléments appartenant aux forces armées ou à la police nationale, sans préjudice des armes à feu autorisées à des fins civiles, en réformant le Code organique intégral pénal conformément à l’annexe de la question 6 ? | Avis favorable                                                   |
| 7   | Acceptez-vous que les armes, leurs parties ou pièces, les explosifs, munitions ou accessoires qui ont été des instruments ou des objets matériels d’une infraction soient destinés à l’usage immédiat de la police nationale ou des forces armées, en réformant le Code organique intégral pénal conformément à l’annexe de la question 7 ? | Avis favorable                                                   |
| 8   | Êtes-vous d’accord pour évaluer les membres de la fonction judiciaire, notamment par un examen de leurs déclarations patrimoniales, conformément à l’annexe de la question 8 ? | Avis défavorable                                                 |
| 9   | Acceptez-vous que l’État devienne propriétaire des biens d’origine illicite ou injustifiée, en simplifiant la procédure de la loi organique d’extinction de la propriété, conformément à l’annexe de la question 9 ? | Avis favorable                                                   |
| 10  | Êtes-vous d’accord pour que les procédures de refus d'entrée, d'éloignement et d’expulsion des étrangers soient réformées afin de contrôler les migrations et de renforcer la sécurité de l’État, conformément à l’annexe de la question 10 ? | Avis défavorable                                                 |
| 11  | Acceptez-vous que l’exploitation de casinos, de salles de jeux, de maisons de paris ou d’entreprises spécialisées dans les jeux d’argent soit autorisés dans les conditions détaillées dans l’annexe à la question 11? | Question retirée par le Gouvernement national le 17 janvier 2024 |

### Second bloc
| Nª | Question | Réponse de la Cour constitutionnelle |
| -- | --- | ------------------------------------ |
| 1  | Acceptez-vous de permettre l’extradition d’Équatoriens, dans les conditions, restrictions et limites prévus par la Constitution, les instruments internationaux et la loi, en modifiant la Constitution et en réformant les lois, conformément à l’annexe 1 ? | Avis favorable                       |
| 2  | Acceptez-vous que la Constitution soit amendée et que la loi organique sur l’extinction de la propriété soit modifiée de manière à permettre aux criminels d’être dépossédés des avoirs d’origine illicite, criminelle ou injustifiée, tel que proposé à l’annexe 4 ? | Avis défavorable                     |
| 3  | Pour éradiquer l’exploitation minière illégale, acceptez-vous que les zones mentionnées à l’annexe 5 soient déclarées comme territoires d’intérêt national afin d’évaluer, pour une seule fois, l’opportunité de révoquer des concessions minières, pour assurer la bonne exploitation des ressources minérales et lutter contre le crime organisé ? | Avis défavorable                     |
| 4  | Acceptez-vous de permettre au Président de la République de qualifier de lois urgentes des projets de loi qui ne concernent pas seulement la matière économique, en modifiant la Constitution et en réformant les lois, conformément à l’annexe 6 ? | Avis défavorable                     |
| 5  | Êtes-vous d’accord pour que le Président de la République puisse accorder des grâces aux agents de la police nationale, des forces armées ou du corps de sécurité et de surveillance pénitentiaire qui ont été inculpés d’une infraction liée à l’usage de la force contre des personnes soupçonnées d’infractions, conformément à l’annexe 7 ? | Avis défavorable                     |
| 6  | Êtes-vous d’accord avec la mise en place de juridictions spécialisées en matière constitutionnelle pour connaître des garanties juridictionnelles s'y attachant, en première instance comme en appel, en modifiant la Constitution et en réformant la loi organique sur les garanties juridictionnelles et le contrôle constitutionnel, conformément à l’annexe 8? | Avis favorable                       |
| 7  | Acceptez-vous que l’État équatorien encourage les investissements étrangers et reconnaisse l’arbitrage international comme méthode de règlement des différends en matière d’investissements – contractuels ou commerciaux –, de manière à offrir aux investisseurs étrangers un environnement de sécurité juridique approprié qui crée davantage d’emplois et renforce la dollarisation, conformément à l’annexe 9 ?                                                              | Avis favorable                       |
| 8  | Êtes-vous d’accord avec le fait que le personnel des forces armées et de la police nationale, dans le respect du principe constitutionnel d’unité juridictionnelle, soient jugés, pour les infractions commises dans le cadre de leur mission, à tous les stades de la procédure, par des juges spécialisés exclusivement en matière pénale militaire et policière, appartenant à la même fonction judiciaire, au moyen d’une législation spécifique conformément à l’annexe 10 ? | Avis défavorable                     |
| 9  | Acceptez-vous que la Constitution soit amendée et que le Code du travail soit modifié pour encadrer les contrats de travail, lorsqu’ils sont conclus pour la première fois entre le même employeur et le même travailleur, en imposant des heures et des plages fixes, sans affecter les droits acquis des travailleurs conformément à l’annexe 11 ? | Avis favorable                       |

## Objet

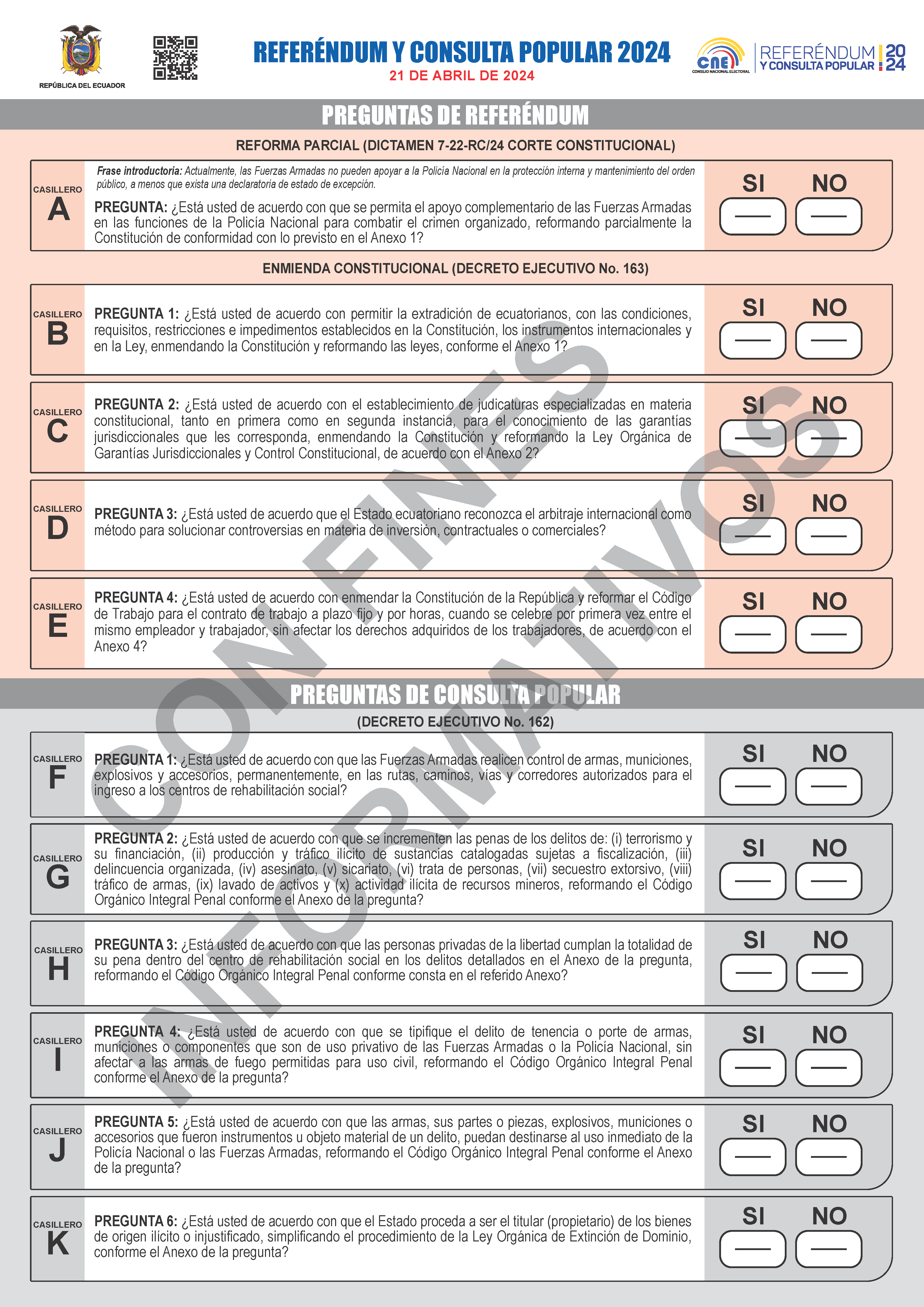
Bulletin de vote utilisé (page1)

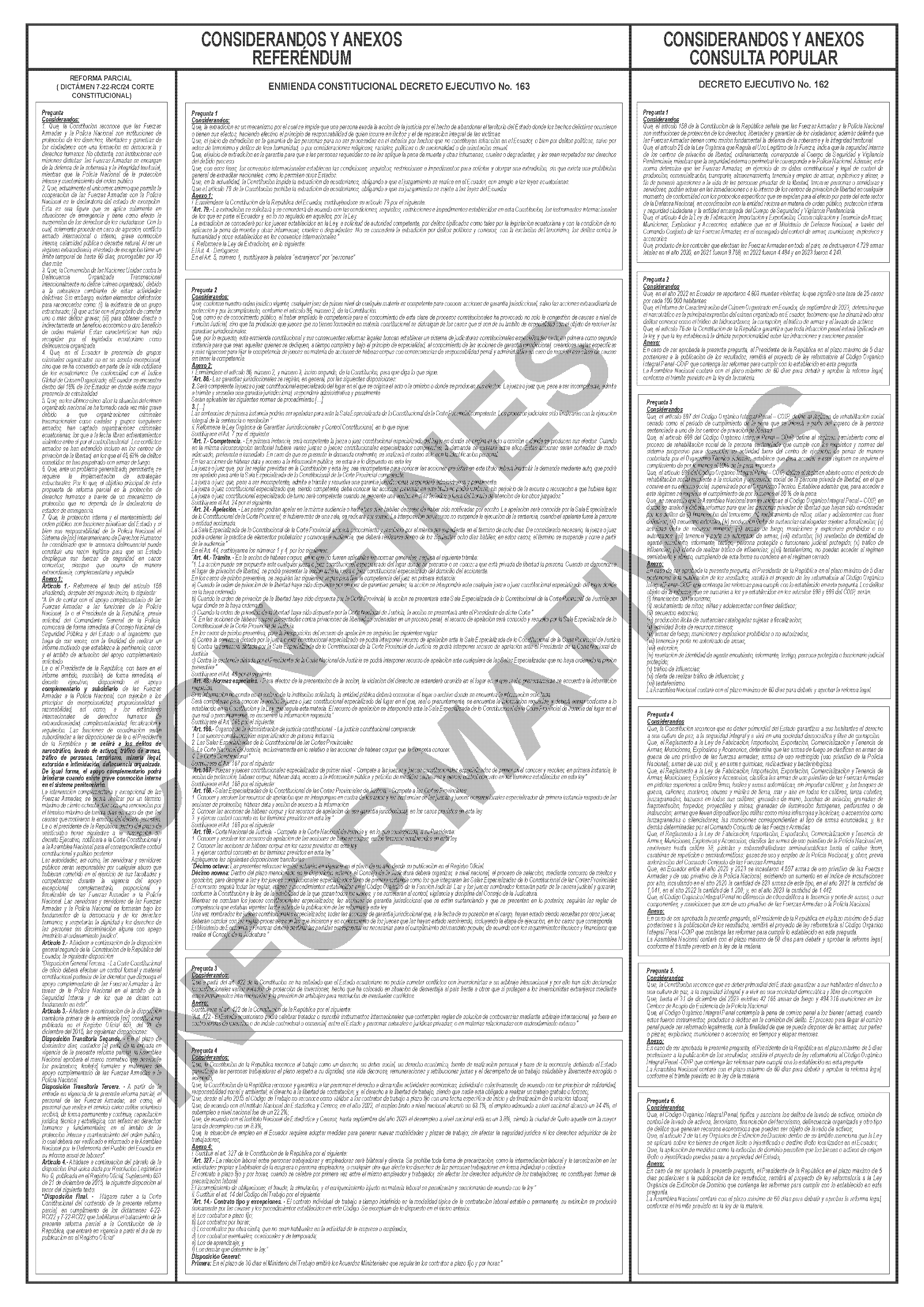
Bulletin de vote utilisé (page2)

Le scrutin porte sur une révision partielle de la constitution d'origine parlementaire — la question A — ainsi que quatre amendements — les questions B, C, D et E — et six projets de loi du gouvernement de Daniel Noboa — les questions F, G, H, I, J et K —,.

### Révision et amendements constitutionnels
La question A, qui propose de réviser partiellement la constitution, est la seule d'origine parlementaire, et également la plus sujette à controverse. La version de la constitution alors en vigueur interdit aux forces armées d'intervenir aux côtés de la police nationale dans ses missions de sécurité intérieure et de gestion de l'ordre public, à moins qu'il n'existe une déclaration d'état d'exception. La révision vise à permettre à l'armée, à la simple demande de la police, de l'assister dans la lutte contre le terrorisme, la traite des êtres humains, le trafic de drogue, le blanchiment d'argent, l'exploitation minière illégale, la traite des êtres humains et l'extorsion.
L'amendement de la question B, réputé particulièrement redouté par les membres des gangs, vise à permettre l'extradition de citoyens équatoriens à l'étranger. Cette pratique auparavant interdite permettrait notamment l'extradition des membres des cartels vers les États-Unis.
L'amendement de la question C vise à créer une juridiction spécialisée en matière constitutionnelle afin d'améliorer la protection des droits constitutionnels.
L'amendement de la question D vise à autoriser l’État à conclure des traités internationaux prévoyant la délégation de son système judiciaire en faveur d'un système d'arbitrage international, notamment en ce qui concerne les litiges commerciaux. L'Equateur avait notamment mis fin aux traités internationaux et autres organismes d'arbitrage semblables sous la présidence de Rafael Correa.
L'amendement de la question E vise à modifier la Constitution et à réformer le Code du travail afin de légaliser le contrat de travail horaire à durée déterminée, lorsqu'il est conclu pour la première fois entre le même employeur et le même travailleur. Le texte de l'amendement précise que ces modifications doivent se faire « sans affecter les droits acquis des travailleurs ». Le projet est vivement critiqué par les syndicats et les organisations indigènes.

### Projets de lois
Le projet de loi de la question F vise à permettre à l'armée d'appuyer le personnels des prisons en lui permettant d'effectuer un contrôle des armes, munitions, explosifs et accessoires, en permanence, sur les itinéraires, routes, chemins et couloirs autorisés pour l'entrée dans les centres de réinsertion sociale.
Le projet de loi de la question G vise à modifier le code pénal pour rendre plus sévères les peines concernant les crimes suivants : terrorisme, trafic de drogue, crime organisé, meurtre, traite des êtres humains, enlèvement, trafic d'armes, blanchiment d'argent et exploitation minière illégale.
Le projet de loi de la question H vise à modifier le code pénal afin de supprimer la possibilité de libération anticipée sous probation pour les peines liées au le financement du terrorisme, à la séquestration de mineurs, à la séquestration pour rançons, à l'exploitation minière illégale, à la production de drogues, à la possession d'armes à feu, munitions et explosifs interdits, à l'extorsion, à la révélation de l'identité d'agents des forces de l'ordre en intervention ou de témoins sous protection, au trafic d'influence ou sa tentative, ainsi qu'au terrorisme.
Le projet de loi de la question I vise à interdire à tout individu ne faisant pas partie de la police ou de l'armée certaines armes et munitions. Sont ainsi concernés les armes à feu de plus de 9 mm de calibre, les armes automatiques, les véhicules blindés, les canons, les mortiers, les projectiles, les missiles guidés terrestres et aériens, les grenades à main, les mines, les bombes à fragmentation, les torpilles, les grenades légères et fumigènes et les munitions associées. Les armes de chasse et de sport de plus petit calibre ne sont pas concernées.
Le projet de loi de la question J vise à mettre à la disposition de la police et de l'armée les armes et munitions confisquées pour usage illégal.
Le projet de loi de la question K vise à permettre que les fonds et les avoirs résultant d'actes illégaux soient confisqués au profit du Trésor public selon une procédure simplifiée.

## Campagne électorale
La campagne officielle qui s'étale du 7 au 18 avril 2024 voit la participation de nombreux groupements, dont des partis et mouvements politiques, associations sans but lucratif et organisations gouvernementales.
Le Mouvement Construire (MC25), à initiative de la question 4, et le Mouvement Oui Démocratie (DSÍ), font part de leur volonté de faire campagne en faveur du Oui, mais leur participation est finalement invalidée par le Conseil National Électoral. Le MC25 est en effet disqualifié pour ne pas avoir présenté son rapport économique annuel, tandis que le DSÍ n'a pas complété la procédure d'inscription dans la forme correcte. Le Parti société patriotique, également en faveur du Oui, ne peut quant à lui se qualifier pour participer à la campagne en raison d'une décision judiciaire, celui-ci se trouvant officiellement en banqueroute et en insolvabilité.
De son côté, le gouvernement de Daniel Noboa et ses alliés mènent campagne en faveur du Oui, avant même le début de la période de campagne officielle le 7 avril. Intérrogé à ce sujet, le Conseil National Électoral (CNE) précise qu'il n'y a pas d'amendes prévues pour une campagne anticipée, mais que des amendes le sont dans le cas où ces frais de campagne supplémentaires font que leur total dépassent le montant autorisé. Le 8 avril, le Pont de l'Unité Nationale, reliant Guayaquil à Samborondón et Durán, est recouvert de panneaux incitant les électeurs à voter Oui, sur lesquels figurent également la photo de Daniel Noboa. Les panneaux provoquent de nombreuses critiques en raison de la proximité avec l'élection présidentielle de 2025, à laquelle le président sortant est candidat, et dont la période de campagne officielle n'est prévue que du 5 janvier au 6 février 2025. Face au tollé, le gouvernement annonce finalement retirer les panneaux deux jours plus tard. Le Président Noboa fait lui-même campagne en faveur de Oui, y compris au cours de plusieurs déplacements officiels, un comportement déclaré valide par la Présidente du CNE, Diana Atamaint. Porté par une nouvelle image d'« homme fort », le président sortant fait de ce référendum un plébiscite sur sa politique, première étape vers une éventuelle réélection en 2025, tout en lui attirant les critiques des organisations de défense des droits de l'Homme,.

## Résultats
Les résultats définitifs publiés le 2 mai par le CNE deviennent officiels le 8, en l'absence de contestation des résultats dans l'intervalle. Le nombre élevé de votes blancs et nuls est remarqué, leur total avoisinant pour chaque questions 10 % du total des suffrages. Quelques erreurs mineures de dépouillements sont également présentes, le total de votantq variant d'une centaine de voix pour certaines questions, alors que l'ensemble d'entre elles figuraient sur un même bulletin de vote.

### Appui des forces armées aux forces de l'ordre
| Choix                  | Votes      | %     |  |
| ---------------------- | ---------- | ----- |  |
| Pour                   | 7 079 407  | 72,24 |  |
| Contre                 | 2 720 584  | 27,76 |  |
|                        |            |       |  |
| Votes valides          | 9 799 991  | 90,78 |  |
| Votes invalides        | 616 550    | 5,71  |  |
| Votes blancs           | 378 207    | 3,50  |  |
| Total                  | 10 794 748 | 100   |  |
| Abstentions            | 2 859 543  | 20,94 |  |
| Inscrits/Participation | 13 654 291 | 79,06 |  |

### Autorisation des extraditions
| Choix                  | Votes      | %     |  |
| ---------------------- | ---------- | ----- |  |
| Pour                   | 6 263 941  | 64,34 |  |
| Contre                 | 3 472 059  | 35,66 |  |
|                        |            |       |  |
| Votes valides          | 9 736 000  | 90,27 |  |
| Votes invalides        | 620 216    | 5,75  |  |
| Votes blancs           | 438 643    | 4,07  |  |
| Total                  | 10 784 859 | 100   |  |
| Abstentions            | 2 869 432  | 20,94 |  |
| Inscrits/Participation | 13 654 291 | 79,06 |  |

### Juridiction spécialisée en matière constitutionnelle
| Choix                  | Votes      | %     |  |
| ---------------------- | ---------- | ----- |  |
| Pour                   | 5 771 174  | 59,92 |  |
| Contre                 | 3 860 518  | 40,08 |  |
|                        |            |       |  |
| Votes valides          | 9 631 692  | 89,22 |  |
| Votes invalides        | 627 892    | 5,82  |  |
| Votes blancs           | 535 340    | 4,96  |  |
| Total                  | 10 794 924 | 100   |  |
| Abstentions            | 2 859 367  | 20,94 |  |
| Inscrits/Participation | 13 654 291 | 79,06 |  |

### Autorisation des traités avec arbitrage international
| Choix                  | Votes      | %     |  |
| ---------------------- | ---------- | ----- |  |
| Pour                   | 3 314 564  | 34,84 |  |
| Contre                 | 6 199 181  | 65,16 |  |
|                        |            |       |  |
| Votes valides          | 9 513 745  | 88,13 |  |
| Votes invalides        | 777 339    | 7,20  |  |
| Votes blancs           | 503 656    | 4,66  |  |
| Total                  | 10 794 740 | 100   |  |
| Abstentions            | 2 851 551  | 20,94 |  |
| Inscrits/Participation | 13 646 291 | 79,06 |  |

### Réforme du contrat de travail
| Choix                  | Votes      | %     |  |
| ---------------------- | ---------- | ----- |  |
| Pour                   | 2 912 979  | 30,50 |  |
| Contre                 | 6 638 627  | 69,50 |  |
|                        |            |       |  |
| Votes valides          | 9 551 606  | 88,48 |  |
| Votes invalides        | 722 402    | 6,69  |  |
| Votes blancs           | 520 873    | 4,83  |  |
| Total                  | 10 794 881 | 100   |  |
| Abstentions            | 2 859 410  | 20,94 |  |
| Inscrits/Participation | 13 654 291 | 79,06 |  |

### Appui des forces armées aux personnel des prisons
| Choix                  | Votes      | %     |  |
| ---------------------- | ---------- | ----- |  |
| Pour                   | 6 744 840  | 69,66 |  |
| Contre                 | 2 937 293  | 30,34 |  |
|                        |            |       |  |
| Votes valides          | 9 682 133  | 89,69 |  |
| Votes invalides        | 629 997    | 5,84  |  |
| Votes blancs           | 482 862    | 4,47  |  |
| Total                  | 10 794 992 | 100   |  |
| Abstentions            | 2 859 299  | 20,94 |  |
| Inscrits/Participation | 13 654 291 | 79,06 |  |

### Augmentation des peines
| Choix                  | Votes      | %     |  |
| ---------------------- | ---------- | ----- |  |
| Pour                   | 6 504 098  | 67,34 |  |
| Contre                 | 3 154 672  | 32,66 |  |
|                        |            |       |  |
| Votes valides          | 9 658 770  | 89,47 |  |
| Votes invalides        | 615 235    | 5,70  |  |
| Votes blancs           | 521 088    | 4,83  |  |
| Total                  | 10 795 093 | 100   |  |
| Abstentions            | 2 859 198  | 20,94 |  |
| Inscrits/Participation | 13 654 291 | 79,06 |  |

### Suppression de la libération anticipée pour certains crimes
| Choix                  | Votes      | %     |  |
| ---------------------- | ---------- | ----- |  |
| Pour                   | 6 431 992  | 66,69 |  |
| Contre                 | 3 213 131  | 33,31 |  |
|                        |            |       |  |
| Votes valides          | 9 645 123  | 89,35 |  |
| Votes invalides        | 613 922    | 5,69  |  |
| Votes blancs           | 536 053    | 4,96  |  |
| Total                  | 10 795 098 | 100   |  |
| Abstentions            | 2 859 193  | 20,94 |  |
| Inscrits/Participation | 13 654 291 | 79,06 |  |

### Interdiction de détention d'armes
| Choix                  | Votes      | %     |  |
| ---------------------- | ---------- | ----- |  |
| Pour                   | 6 144 794  | 63,90 |  |
| Contre                 | 3 471 562  | 36,10 |  |
|                        |            |       |  |
| Votes valides          | 9 616 356  | 89,08 |  |
| Votes invalides        | 613 511    | 5,68  |  |
| Votes blancs           | 564 967    | 5,23  |  |
| Total                  | 10 794 834 | 100   |  |
| Abstentions            | 2 859 457  | 20,94 |  |
| Inscrits/Participation | 13 654 291 | 79,06 |  |

### Usage des armes saisies
| Choix                  | Votes      | %     |  |
| ---------------------- | ---------- | ----- |  |
| Pour                   | 6 155 324  | 64,06 |  |
| Contre                 | 3 452 749  | 35,94 |  |
|                        |            |       |  |
| Votes valides          | 9 608 073  | 89,00 |  |
| Votes invalides        | 605 000    | 5,60  |  |
| Votes blancs           | 582 032    | 5,40  |  |
| Total                  | 10 795 105 | 100   |  |
| Abstentions            | 2 859 186  | 20,94 |  |
| Inscrits/Participation | 13 654 291 | 79,06 |  |

### Saisie des avoirs des criminels
| Choix                  | Votes      | %     |  |
| ---------------------- | ---------- | ----- |  |
| Pour                   | 5 846 059  | 61,00 |  |
| Contre                 | 3 738 144  | 39,00 |  |
|                        |            |       |  |
| Votes valides          | 9 584 203  | 88,78 |  |
| Votes invalides        | 598 447    | 5,54  |  |
| Votes blancs           | 612 427    | 5,67  |  |
| Total                  | 10 795 077 | 100   |  |
| Abstentions            | 2 859 214  | 20,94 |  |
| Inscrits/Participation | 13 654 291 | 79,06 |  |

## Analyse et conséquences

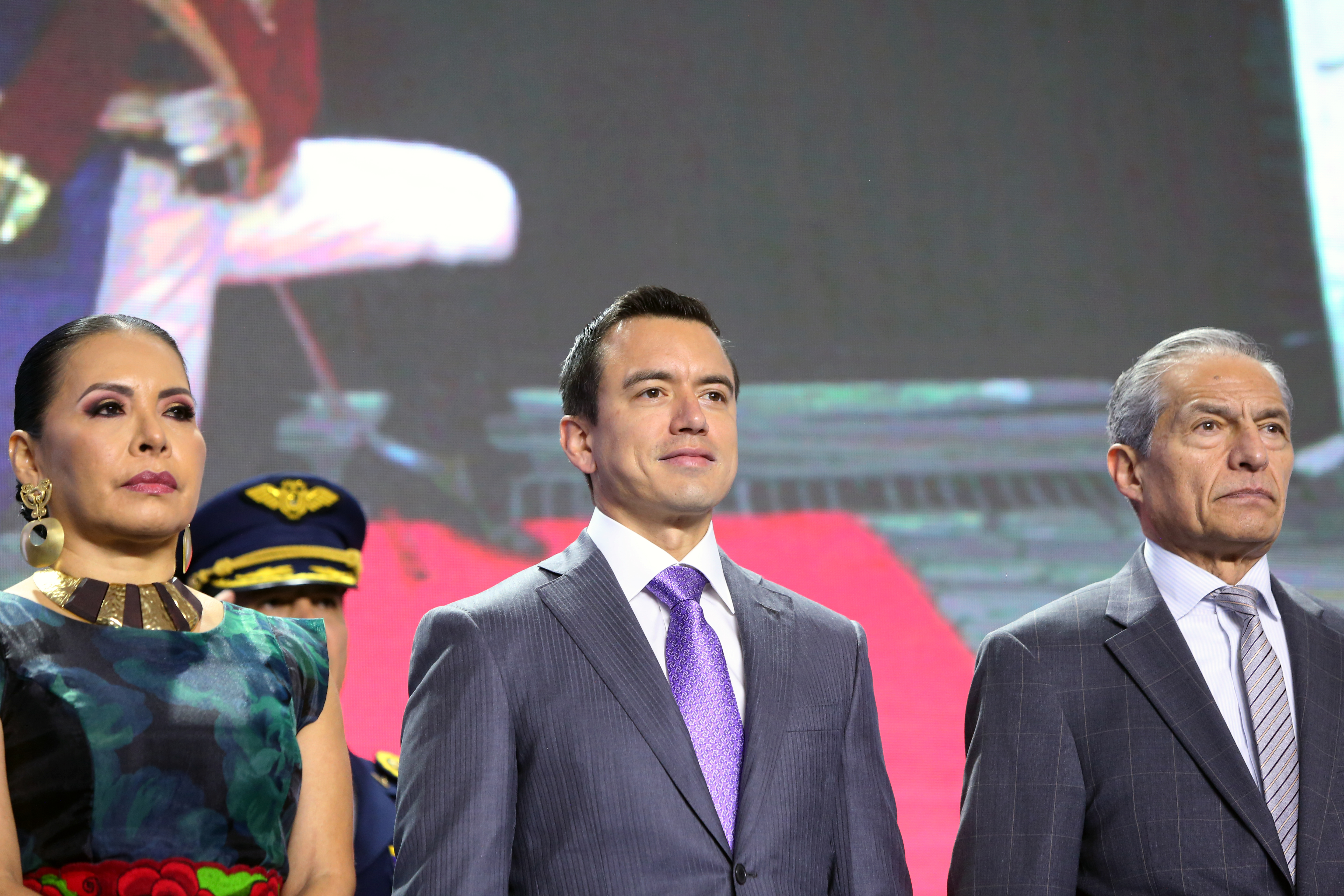
Daniel Noboa avec les membres du CNE lors de la cérémonie d'ouverture du vote

Les résultats sont une large victoire pour le président Daniel Noboa, qui obtient le soutien de la population pour son durcissement sécuritaire. Neuf des onze projets sont ainsi approuvés par les électeurs, dont surtout l'implication des forces armées dans des missions de sécurité intérieure (approuvée à 72 %), l'alourdissement des peines pour les délits liés au crime organisé (67 %), la fin des libérations anticipées pour certains crimes (67 %), l'extradition des criminels vers d'autres pays (64 %) et la saisie de leurs avoirs (61 %). Cette avant-dernière mesure est alors particulièrement crainte par les narcotraficants, qui redoutent une extradition vers les États-Unis,.
Le référendum voit ainsi la population approuver l'ensemble des projets liés à la sécurité, tout en rejetant ceux portant sur des questions économiques. Les deux seules questions rejetées sont en effet celle sur la légalisation du travail payé à l’heure et la possibilité pour le gouvernement de signer des traités internationaux permettant des arbitrages dans le domaine commercial en dehors du système judiciaire équatorien. Outre les principales questions de ce tournant sécuritaire, le conflit en cours aurait amené la population à approuver plusieurs questions dont l'intérêt est jugé faible, comme le port d'armes reservé à la police et l'armée — le port d'arme étant déjà conditionné à l'obtention d'un permis —, ainsi que l'utilisation par la police et l'armée des armes saisies, souvent de mauvaise qualité. L'extradition, la saisie des biens et la fin des libérations sous probation sont en revanche particulièrement redoutées par les délinquants.
Qualifié de « triomphe » par Daniel Noboa et de « victoire » pour ce dernier par la presse nationale, le succès du référendum est perçu comme un atout pour le président en vue de l'élection présidentielle équatorienne de 2025. Son virage sécuritaire conduit néanmoins à une perte d'image à l'international, notamment en raison de l'arrestation pour corruption de l'ancien vice-président de Correa, Jorge Glas. Effectuée lors d'une descente de police sur l’ambassade du Mexique dans la capitale équatorienne, Quito, cette violation du droit international lui vaut une condamnation de la communauté internationale, un procès auprès de la Cour internationale de justice, et une prise de distances des gouvernements de gauche en Amérique latine.